# Joe Malone
Maurice Joseph Malone (* 28. Februar 1890 in Sillery, Québec; † 15. Mai 1969 in Montreal, Québec) war ein kanadischer Eishockeyspieler, der von 1917 bis 1924 für die Montréal Canadiens, Quebec Bulldogs und Hamilton Tigers in der National Hockey League spielte.

## Karriere
Als die NHL in ihre erste Saison ging, war „Phantom Joe“ bereits 27 Jahre alt und hatte als Kapitän der Quebec Bulldogs bereits 1912 und 1913 zweimal den Stanley Cup gewonnen. In der ersten NHL-Saison war er mit 44 Toren in nur 20 Spielen Torschützenkönig. Gefragt, weshalb er nicht in allen 22 angesetzten Spielen gespielt hatte, meinte er: „Ein Spiel war wegen des Stadionbrandes in Montreal ausgefallen, und ich erinnere mich nicht mehr ob ich beim anderen Spiel verletzt oder betrunken war“. In seiner Zeit in der NHA und NHL war er viermal Topscorer. Seine Rekorde mit sieben Toren in einem Spiel und einem Schnitt von 2,2 Toren pro Spiel sind im heutigen Eishockey nicht mehr erreichbar. Als Starspieler in seiner Zeit war man 60 Minuten auf dem Eis und der Torwart durfte sich zur Abwehr nicht auf die Knie fallen lassen. Nicht besondere Ausdauer, hervorragendes Schlittschuhfahren oder ein harter Schuss waren seine Geheimwaffe; der kaltschnäuzige Stürmer war instinktiv dort, wo der Puck hinkam. In der NHL gewann Malone mit den Canadiens 1924 seinen dritten Stanley Cup, aber Mitspieler wie Howie Morenz waren eine neue Generation und als dieser im Training an Malone vorbeizog, dachte er: „Ich kam mir vor als würde ich stehen und merkte, es war Zeit mich zur Ruhe zu setzen“.
1950 wurde er mit der Aufnahme in die Hockey Hall of Fame geehrt.

## Sportliche Erfolge
- Stanley Cup: 1912, 1913 und 1924

### Persönliche Auszeichnungen
- NHL-Topscorer: 1918 und 1920 (später wurde hierfür die Art Ross Trophy vergeben)
- Bester Torschütze: 1918 und 1920 (später wurde hierfür die Maurice Richard Trophy vergeben)

## Rekorde
- 7 Tore in einem Spiel (31. Januar 1920; Quebec Bulldogs - Toronto St. Pats 10:6).
- 2,2 Tore pro Spiel in einer Saison (1917/18)